# Raijū
Bête de la foudre
Le raijū (雷獣 ; « bête de la foudre »), est un yōkai, créature du folklore japonais, dont les légendes ont été transmises particulièrement dans les régions dans l’Est de l’archipel. Cette créature porte son nom car les récits à son sujet racontent qu’elle n’apparaîtrait que lors d’énormes orages, lançant de puissants éclairs. il est parfois décrit comme associé aux divinités de la foudre, notamment raijin. Issue des raisonnements irrationnels que suscitait le ciel et les différents phénomènes météorologiques, notamment celui de la foudre en boule, ce yōkai était fréquemment mentionné dans les essais littéraires et historiques paru durant l'époque d'Edo .

## Description

### Apparence

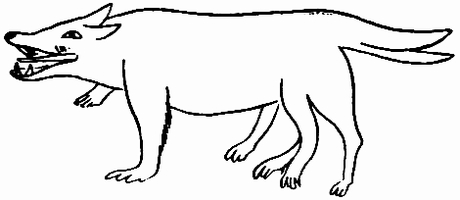
Illustration du raijū du Gendō-Hōgen

Étant désignée sous le nom de bête (獣 ; jū), elle fait généralement référence à une créature ayant la forme d’un mammifère, la plupart du temps carnivore. L’on parlent généralement du yōkai  « bête de la foudre » sous la forme de concept, mais il existe en réalité une multitude de raijū différents, dont l’apparence est soumise à une grande variabilité selon les sources.
Les descriptions qui reviennent le plus souvent font état d’un animal dont la forme évoque celle d’un petit canidé, un petit chien ou encore à un tanuki, dont la taille avoisinerai deux shaku, une soixantaine de centimètres de longueur, avec une queue de 7 à 8 sun, plus d’une vingtaine de centimètres de longeur, et des griffes acérées. Dans le Gendō Hōgen de Kyokutei Bakin (曲亭馬琴), le raijū est représenté avec l’apparence évoquant celle d’un loup, dotés de défenses semblables à celles d’un sanglier, mais avec une paire de pattes antérieures et deux paire de pattes postérieures à l’arrière du corps, et une queue scindée en deux à son extrémité . La figure du tanuki revient très souvent dans les descriptions du raijū : Selon le Wakun no Shiori, un dictionnaire publié durant l’époque d’Edo, le raijū de la province de Shinano, actuelle préfecture de Nagano, ressemblait à un petit canidé au poil gris avec une tête allongée, une queue épaisse et des griffes acérées comme celles d’un aigle. Une description similaire figure dans le manuscrit Shinano Kishōroku de la même époque, qui indique que le mont Tateshina était aussi appelé Raizan (雷山 ; « montagne du tonnerre »), car il abriterait des raijū, qui avaient l'apparence d'un petit canidé avec une fourrure semblable à celle d’un mujina et des griffes acérées à cinq doigts. Dans le Kankō Kōhitsubo, un raijū est également décrit comme ressemblant à un tanuki. Le koshiden mentionne également un raijū aperçu dans la préfecture d'Akita, qui aurait des dimensions comparables à ceux de l’animal, avec un pelage long et noir. Une illustration d’un raijū, datant du 25 octobre 1765, le montre d’ailleurs sous la forme d’un tanuki.

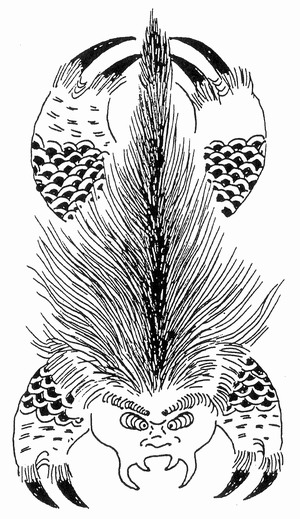
Illustration du raijū Raijū par kōke dans le Kanda-Jihitsu (閑田次筆), 1806.

Toutefois, le raijū emprunte également des traits plus viverrins, le rapprochant plus d’un félin comme un chat ou encore celui de mustélidés comme la belette du Japon : Dans le Sunkoku Zasshi, un manuel de géographie locale paru durant l’ère Tenpō, il est écrit qu’un raijū vivait dans le village de Hanazawa, district de Masuda, province de Suruga, aujourd'hui Fujieda dans la préfecture de Shizuoka.Ce raijū était un peu plus grand que deux shaku et dont l’aspect général évoquait  Les deux animaux. Il était décrit comme ayant un pelage clair, rougeâtre et noirâtre par endroits, mêlé de poils bruns foncé, avec des taches noires et une longue queue. Ses yeux étaient ronds, ses oreilles petites et semblables à celles d'un rat, et il avait quatre doigts aux pattes antérieurs avec des griffes acérées et recourbées vers l'intérieur. Il se déplaçait parfois sur des nuages lors de violents orages, mais tombait parfois, fendant les arbres en deux et menaçant les humains lors de sa chute. Dans d’autres écrits paru au cours de la période Édo, tels que Hokuroku Sadans, on raconte que le raijū de la province de Shimotsuke (actuelle préfecture de Tochigi) ressemblait à un gros rongeur plus grand qu'une belette du Japon, avec des griffes acérées sur ses quatre pattes. En été, il levait la tête vers le ciel à partir de trous naturels dispersés dans les montagnes, prêt à sauter sur des nuages au moment de l’apparition d'un orage, toujours accompagné d'éclairs et de tonnerre. Le echigo noyoro, un recueil encyclopédique du milieu de la période d’Édo, décrit un raijū tombé à Matsushiro (dans l’actuelle préfecture de Niigata), dont l'apparence était celle d'un félin avec un pelage gris brillant, jaune sous une certaine lumière. Il semblait plus actif par temps de pluie et d’orage. Cette créature a été relâchée après avoir récupéré de blessures subies lors de sa chute.

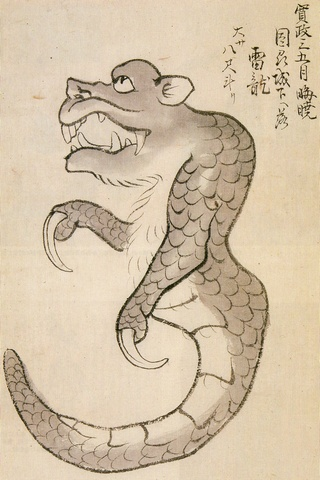
Illustration du raijū d’Inaba et son apparence d’hippocampe.

Mais les témoignages de raijū ne sont pas exclusifs à la période Édo : d’autres plus modernes font état d’un raijū capturé en 1909 à Minodani, dans la préfecture de Toyama, décrit dans le Hokuriku Times comme ayant un pelage gris ressemblant à celui d’un chat, mais dont les membranes sont semblables à celles d’une chauve-souris et une queue recourbée sur la face. En 1927, une créature mystérieuse ressemblant à un raton laveur a été observée lors d’un orage au mont Ōyama, où elle fut considérée comme un raijū en raison de son comportement étrange.
Le raijū peut aussi prendre des formes différentes de celle d’un mammifère : Dans des localités de l’ouest du Japon, notamment dans la région d’Aki, aujourd'hui Hiroshima, dans le village de Saeki (佐伯区) en 1801, un raijū ressemblant à un crabe ou à une araignée, recouvert d'écailles avec des pinces aux extrémités. Un spécimen similaire est documenté dans le Kikaishū, datant de l'ère Kyōwa, en 1801. À Inaba, actuelle préfecture de Tottori, un animal tombé en 1791 dont la taille avoisinait 8 shaku, environ deux mètres quarante, dont le corps à la verticale évoque un hippocampe. Cette étrange proximité morphologique avec ce poisson, appelé au Japon tatsu no odoshiko (竜の落とし子 ; « Enfant tombé d’un dragon ») lui a valu l’homonyme de raijū (雷龍 ; « dragon-tonnerre »).

## Autres légendes

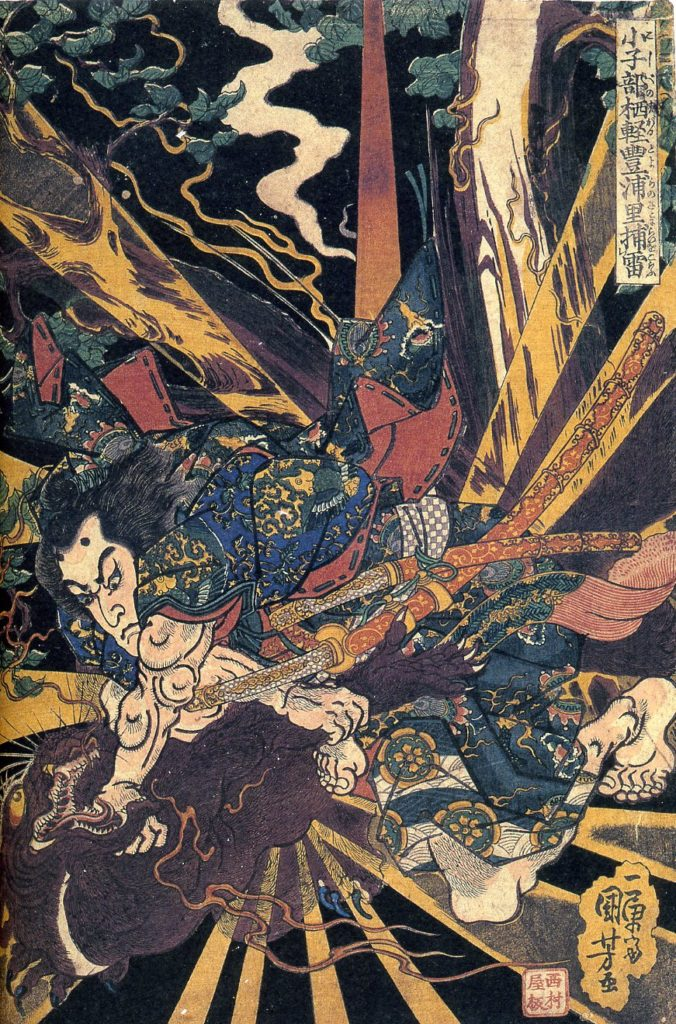
Koshibe no Sugaru capturant un Raijū dans le village de Toyo-ura, pour être présentée à l'empereur Yūryaku. Vers 1834-1835.

Dans les essais de Matsuura Seizan intitulés Kōshi yawa (甲子夜話), un raijū  apparaît en tombant, sous la forme d’une énorme boule de feu. Lorsque les personnes présentes ont tenté de la capturer, l’une d’elles a été griffée au visage et a ensuite souffert d’une intoxication due à la foudre. Un autre passage du même ouvrage rapporte qu’un homme à Akita, dans l’ancienne province de Dewa, aurait capturé un raijū tombé du ciel pendant un orage et l’aurait fait bouillir avant de le manger.
Toujours dans le même texte, Tani Bunchō, peintre de l’époque d’Edo, affirme que les personnes se trouvant à proximité d’un point de chute de la foudre deviennent souvent délirantes, mais que cet état peut être guéri en leur faisant consommer du maïs. L’auteur raconte également qu’un serviteur de samouraï, se serait retrouvé dans un état proche de la démence, après avoir été témoin d’un tel événement. Il ne retrouva sa lucidité que grâce à une poudre de maïs que lui fit ingérer Bunchō. Ce dernier affirme également avoir entendu dire d’une personne que élevait un raijū depuis plusieurs années que cette créature appréciait particulièrement le maïs.
Dans la compilation d’histoires fantastiques intitulée Ehon Hyaku Monogatari (絵本百物語) de l’époque d’Edo, un chapitre intitulé kaminari (かみなり ; « la foudre ») décrit également le raijū. Il y est mentionné que, près de Tsukuba dans l’ancienne province de Shimotsuke, une créature désignée sous ce nom de raijū vivait dans les montagnes. Elle était habituellement d’un tempérament très calme, comme celui d’un chat, mais pouvait s’exciter et devenir violent, se précipitant dans les airs lorsque des nuages d’orage commençaient à se former . Lorsque cette créature détruisait les cultures, les habitants organisent des battues, une pratique appelée kaminari kari (かみなり狩り ; « chasse au tonnerre »). La bête aurait également été aperçue près du mont Nikko et Arai Hakuseki, un érudit de l’époque d’Edo, la décrit dans ses essais.
Dans la région du Kantō, il est d’usage de planter des bambous dans un champ frappé par la foudre et de les entourer de shimenawa. Il était d’usage de penser que ce bambou permettrait au raijū de retourner dans le ciel .

## Reliques et sites historiques
Le Japon a un passif particulier avec la création de fausse momies, généralement utilisées pour promouvoir une lignée de guerrier, et parmi les nombreuses momies de sirènes, de kappa ou encore d’oni, les momies de raijū, bien que la créature était connue comme étant un ennemi des guerriers, restaient relativement marginales. Pourtant, dans la préfecture de Shizuoka, une de ces momie enveloppée dans du papier washi portant l'inscription « raijū » a été découverte dans le grenier d'une ancienne demeure, bien que son origine reste inconnue.
Dans le district de Mishima de la préfecture de Niigata, le musée du trésor du temple Saishō-ji abrite la dépouille momifiée d’un raijū, considérée comme un trésor du temple et exposée au public. L'origine et les légendes liées à cette dépouille sont inconnues, mais elle mesure environ 35 centimètres et ressemble à un chat avec des crocs saillants, adoptant une posture menaçante. Le chercheur en yōkai Katsumi Tada (多田克己) a observé cette momie et l’a décrite comme « ressemblant exactement à un chat ».
Le temple Yūzan-ji dans la ville de Hanamaki (préfecture d'Iwate) possède également une momie désignée comme un raijin (雷神), considérée comme étant un raijū. Elle ressemble à un chat mais possède des membres anormalement longs et ne présente pas de orbites sur le crâne, suggérant aux qu’il ne s’agissait pas d’un animal ordinaire.
Le sanctuaire Fuji, situé dans le village d'Imayorochō dans la ville de Higashiōmi, dans la préfecture de Shiga, est un sanctuaire exclusivement dédié à une créature de la foudre. Selon la légende, ce village était fréquemment frappé par la foudre jusqu'à ce qu'un moine itinérant de la montagne explique que cela était dû à la présence d'un raijū dans la région. Le moine fit fabriquer un grand filet par les habitants pour capturer la créature dans une forêt en périphérie du village. Une brume opaque de couleur noire apparut, gorgée d’éclairs, puis un animal rouge-noir apparut, semblable à un chien avec un bec et des griffes acérées, fut pris dans le filet. Le moine tua la créature avec son bâton de fer, déclarant que sa tâche était accomplie, puis quitta le village. Depuis lors, le village n'a plus été frappé par la foudre, et un sanctuaire fut érigé dans la forêt pour sceller le raijū, connu sous le nom de sanctuaire de Fujikome, plus tard renommé sanctuaire Fuji.

## Tentatives d'explications scientifiques
Des animaux morts ont été retrouvés sous des arbres après une nuit de tempête au Japon. Des tentatives ont été faites pour démystifier ce mythe. Il a été avancé que les cadavres de raijū sont en réalité des animaux morts sous l’effet de la panique ou tombés des arbres pendant le temps orageux qui caractérise le Japon. Une théorie récente suggère que le raijū serait essentiellement des civettes masquées, également désignées sous le nom de pagume, que l’on retrouve dans les pays d’Asie de l’Est comme la Chine et Taïwan. Alors que certains chercheurs pensent que l'espèce aurait été introduite au Japon par des soldats de la Seconde Guerre mondiale en tant qu’animal de compagnie, la ressemblance de l'animal avec ceux représentés dans les peintures de l’époque Edo suggère également que les civettes étaient déjà présentes au Japon depuis bien plus longtemps. L’animal était souvent comparé et confondu avec le chat ou le tanuki dans la littérature de la période d’Édo.

## Dans la culture populaire
- Dans la franchise cross-média pokémon, de nombreux pokémons électriques tels que Raichu, Voltali, Raikou, Élecsprint ou encore Fulguris dans sa forme totémique, sont inspirés de la figure de cette créature.
- Dans la série de mangas  Cardcaptor Sakura, la créature matérialisée à partir de la carte « foudre » pourrait évoquer le raijū.
- Raiju est également le héros d'une bande dessinée éponyme, imaginée par Stéphane Melchior-Durand (scénario) et Loïc Sécheresse (dessin), publiée aux éditions Gallimard dans la collection « Bayou ».
- Dans le film Pacific Rim, un des Kaijū est désigné sous le nom de Raijū.
- Le Zinogre, créature de la saga Monster Hunter, est inspiré du raijũ.
- Dans le manga Captain Tsubasa (Olive et Tom en français), le tir fétiche de Kojiro Huyga (Mark Landers) est nommé "Raijū Shot" (traduit en français par "Tir du Tigre Foudroyant")[réf. nécessaire].
- Dans le manga Inu-Yasha, deux frères appelés Hiten et Manten sont des yōkai maniant la foudre. Ils sont surnommés "Les frères Raijū". Le chapitre 29 du manga est également appelé ainsi.